# Kvalitetshyra
Kvalitetshyra är en metod för hyressättning av hyresrättslägenheter i Göteborg, och är en förfining av det så kallade bruksvärdessystemet. Metoden ökar möjligheten att höja hyran i fastigheter och lägenheter med högre kvalitet och nöjda hyresgäster samt att sänka hyran i fastigheter och lägenheter med dålig standard och service.
Metoden är skapad i Göteborg av de privata fastighetsägarnas branschorganisation, Fastighetsägarna Göteborg Första Regionen, och Hyresgästföreningen Region Västra Sverige. Metoden används i Göteborg sedan 2005.
Genom systematisk kartläggning av fastigheters fysiska standard och miljö samt enkätundersökningar bland hyresgäster samlas information som ligger till grund för hyresförhandlingar mellan parterna. Metoden ger parterna möjlighet att ta fler kvalitetsaspekter i beaktande under förhandlingsarbetet än i det ursprungliga bruksvärdessystemet. Förutom standard och service får exempelvis hyresgästers upplevda trygghet och säkerhet i och kring lägenheten bäring på hyresförhandlingsarbetet.